# Amplificatore valvolare

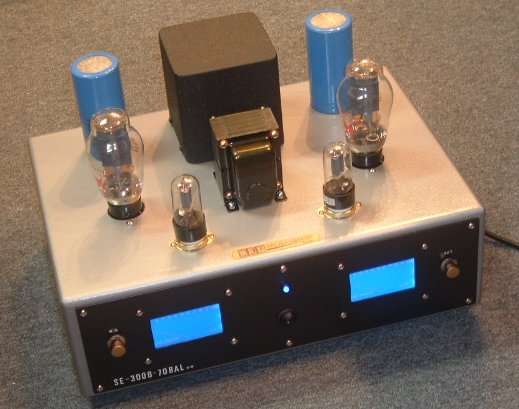
Amplificatore valvolare

Un amplificatore valvolare è un amplificatore che utilizza valvole termoioniche invece di transistori come elementi attivi per amplificare un segnale in ingresso, aumentandone la potenza e l'ampiezza.
Fino all'invenzione del transistore, risalente al 1947, molti amplificatori ad alta frequenza erano realizzati utilizzando valvole termoioniche. Negli anni sessanta e settanta gran parte degli amplificatori valvolari di bassa e media potenza che lavoravano con frequenze minori delle microonde furono rimpiazzati da amplificatori a stato solido. Gli amplificatori valvolari sono impiegati nel campo della musica (per chitarra e basso), trasmissioni satellitari come DirecTV e GPS, amplificatori stereo, applicazioni militari come il radar e trasmettitori UHF e radio.

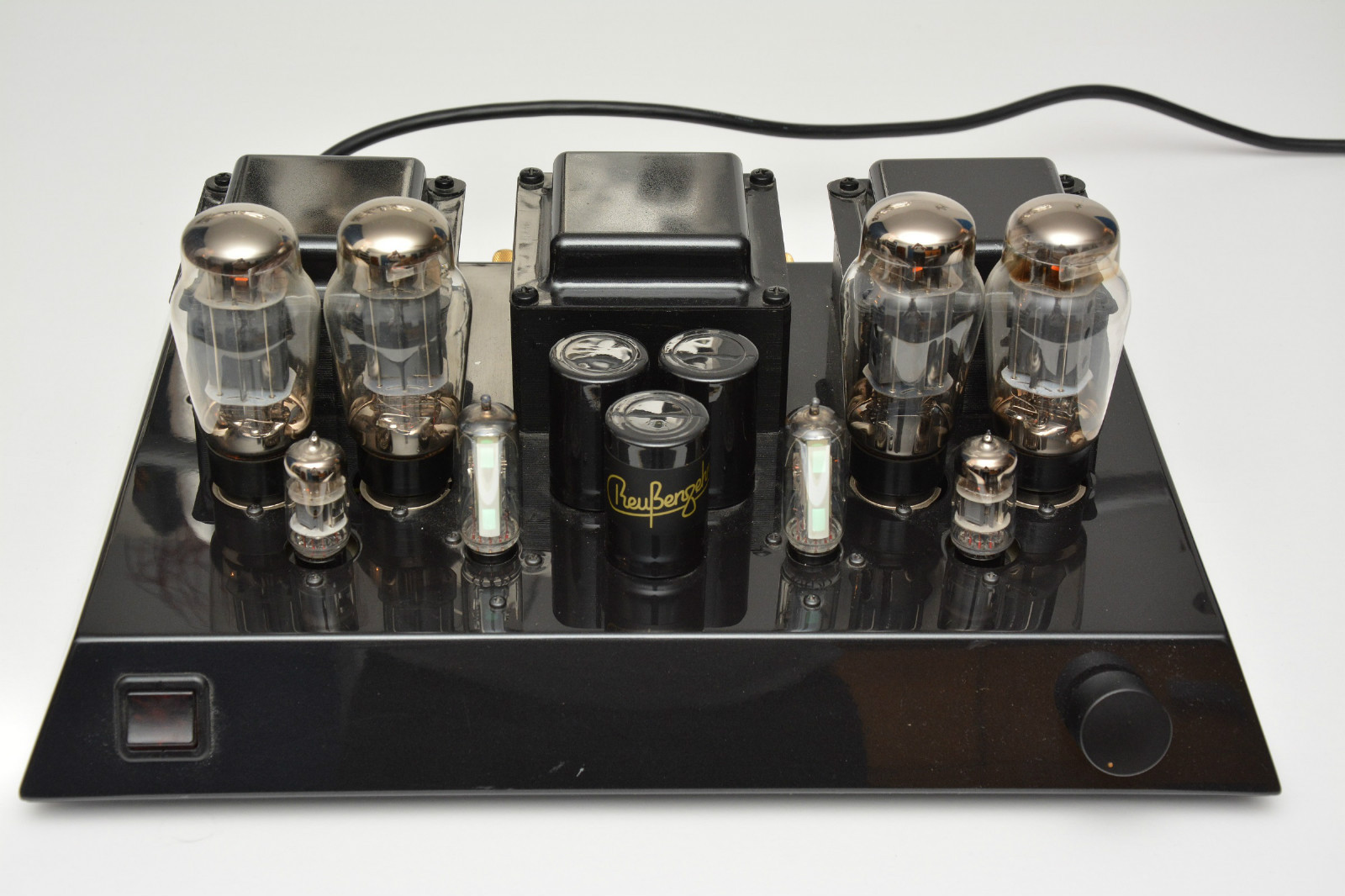
Ampli a valvole

Nelle applicazioni musicali gli amplificatori valvolari continuano ad essere molto richiesti dai musicisti o dagli ascoltatori di musica, che sostengono che il suono proveniente da un valvolare sia "più caldo" e il timbro "più naturale" di quello emesso da un amplificatore a transistore. La risposta non lineare delle valvole dà luogo ai fenomeni della compressione e soprattutto della distorsione, il che rende un amplificatore valvolare praticamente indispensabile nella musica rock e hard rock.